# Typographia Medicea

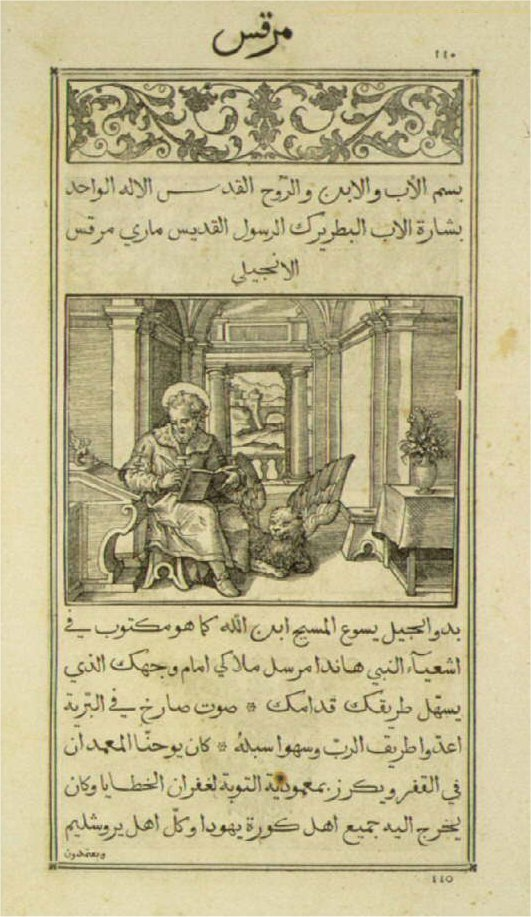
Markus-Evangelium in der ersten gedruckten arabischen Ausgabe der Evangelien, 1590/91

Die Typographia Medicea (dt. „Medicëische Druckerei“) war eine 1584 im Auftrag des römisch-katholischen Papstes Gregor XIII. von dem Kardinal Ferdinando de’ Medici in Rom gegründete Druckerei und Schriftgießerei für die Herstellung von Druckwerken in den Sprachen und Schriften des Orients.
Die Typographia Medicea hatte den Auftrag, gedruckte Bücher auf Arabisch und in anderen orientalischen Sprachen für gelehrte Studien und Missionszwecke bereitzustellen. Die missionarische Absicht zielte dabei nicht nur auf Bekehrung von Anhängern des Islam und anderer nicht-christlicher Religionen, sondern auch und besonders auf die maronitischen und nestorianischen Christen der orientalischen Kirchen, die sich nach dem Konzil von Chalcedon von der oströmischen Reichskirche abgespalten hatten und für die römisch-katholische Kirche wiedergewonnen werden sollten. Im Hintergrund stand dabei nicht zuletzt die Absicht, einer befürchteten Ausdehnung des Protestantismus im Orient zuvorzukommen.
Die Typographia Medicea wurde von Ferdinando de' Medici finanziell und durch Beschaffung geeigneter Handschriften gefördert, sollte sich jedoch wirtschaftlich selber tragen und auch Gewinne erwirtschaften, was sich in der Folge als schwierig erwies. Sie residierte anfangs an der Piazza di Monte d'Oro und wurde von dem aus Cremona stammenden Orientalisten und Mathematiker Giovanni Battista Raimondi (1536–1614) geleitet. Raimondi konnte unter anderem auf die Schriftschnitte und Dienste des französischen Schriftschneiders Robert Granjon zurückgreifen, der seit 1578 für die Vatikanischen Druckereien in Rom tätig war. Außerdem nutzte er in den 90er Jahren die römische Offizin von Giacomo Luna, einem Maroniten libanesischer Herkunft.
Raimondi gab seinen Einstand mit der ersten arabischen Druckausgabe der vier Evangelien. Die im Titel auf 1590 und im Explicit auf 1591 datierte Ausgabe war in einer großen arabischen Type von Granjon gesetzt, deren Typensatz heute in der Pariser Imprimérie Nationale aufbewahrt wird, und enthielt 149 Holzschnitte, an denen den Signaturen zufolge Leonardo Parasole und Antonio Tempesta beteiligt waren. Der abgedruckte Evangelientext beruht auf einer arabischen Redaktion des ausgehenden 13. Jahrhunderts. In einer zweiten Ausgabe von 1619 ist dem arabischen Text eine lateinische Version als Interlinearglosse beigefügt.
Es folgten Werke zur Liturgie, Kirchenmusik, Theologie und Kirchenpolitik, aber auch traditionelle arabische Werke der Medizin (Avicenna, 1593), Geographie (Idrisi, 1592) und Grammatik sowie die erste gedruckte arabische Ausgabe der Elemente Euklids (1594), außerdem eine italienische Ausgabe der Bekenntnisse von Augustinus (1595). Nachdem die Typographia Medicea 1595 in wirtschaftliche Turbulenzen geraten war, wurde sie 1596 von Raimondi erworben, der sie bis zu seinem Tod unter anhaltenden Schwierigkeiten weiterführte.
Die Aufgaben der Medicea übernahm später die im Auftrag von Gregor XV. gegründete Typographia Polyglotta, die von der von Hieronymus von Narni (Ottavio Mautini) ins Leben gerufenen Sacra Congregatio de propaganda fide geführt und mit Mitteln des Vatikans finanziert wurde.

## Ausgaben der Typographia Medicea
Die Liste erhebt keinen Anspruch auf Vollständigkeit.
- Euangelium sanctum Domini Nostri Iesu Christi conscriptum a quatuor euangelistis sanctis idest, Mattheo, Marco, Luca, et Iohanne. Romae: in Typographia Medicea, (1590-)1591

- Alphabetum Arabicum. Romae: in Typographia Medicea, 1592

- Mohammed al-Idrisi: De geographia vniuersali. Hortulus cultissimus, mire orbis regiones, prouincias, insulas, vrbes, earumque dimensiones & orizonta describens. Romae: in Typographia Medicea, 1592

- 'Uthman ibn 'Umar Ibn al-Hajib: Grammatica arabica dicta Kaphia autore filio Alhagiabi = Kāfiya, li-Ĭbn al-Ḥāǧib, Romae: in typographia Medicea, 1592.

- Abu 'Abd Allah Muhammed ben Muhammed ben Dawud al-Sanhagi Ibn Adjurrum: Grammatica arabica in compendium redacta, quae vocatur Giarrumia, auctore Mahmeto filio Dauidis Alsanhagij, Romae : in typographia Medicea, 1592.

- Avicenna: Libri quinque canonis medicinae. Quibus additi sunt in fine libri logicae, physicae et metaphysicae. Arabice nunc primum impressi. Romae: in typographia Medicea, 1593 = Kutub al-qānūn fī ăṭ-ṭibb, maʿa baʿḍ taʾlīfihi wa-huwa ʿilm al-manṭiq wa-ʿilm aṭ-ṭabīʿī wa-ʿilm al-kalām, li-Abū [! sic] ʿAlī Ibn Sīnā (Digitalisat der American University of Beirut: Online)

- Euklid: Euclidis elementorum geometricorum libri tredecim. Ex traditione doctissimi Nasiridini Tusini. Nunc primum Arabice impressi. Romae: in Typographia Medicea, 1594

- Missale Chaldaicum iuxta ritum Ecclesiae nationis Maronitarum. Romae: in typographia Medicea, 1592/94

- Gregorio Nuñez Coronel: De vera Christi ecclesia libri decem. Authore fr. Gregorio Nunnio Coronel lusitano ordinis eremitarum s. Augustini professore, et sacrae theologiae doctore. Romae: ex Typographia Medicea : apud Iacobum Lunam, 1594

- Aurelius Augustinus: I tredici libri delle Confessioni. Tradotti di latino in italiano per Giulio Mazzini. In Roma: nella Typografia medicea, appresso Giacomo Luna, 1595

- Breuis orthodoxae fidei professio, quae ex praescripto Sanctae Sedis Apostolicae ab Orientalibus ad sacrosanctae Romanae Ecclesiae vnitatem venientibus facienda proponitur. Iussu sanctissimi domini nostri Clementis VIII. Excussum Romae: in Typographia Medicea, 1595

- Giovanni Battista Eliano: Sacrosanctae Romanae Ecclesiae unitatem venientibus facienda proponitur... Romae: In Typographia Medicea, 1595

- Georgius Amira: Grammatica Syriaca, siue Chaldaica, Georgij Michaelis Amirae Edeniensis e Libano philosophi ac theologi collegij Maronitarum alumni, in septem libros diuisa. Romae: in Typographia linguarum externarum: apud Iacobum Lunam, 1596

- Liber ministri missae iuxta ritum Ecclesia nationis Maronitarum. Romae: ex typographia Linguarum externarum, apud Iacobum Lunam, 1596

- Gregorio Nuñez Coronel: De optimo reipublicae statu libri sex, in duos tomos diuisi. Quibus accessit Apologeticus liber de apostolicis traditionibus. Romae: ex Typographia Externarum Linguarum: apud Iacobum Lunam, 1597

- Gaspare Viviano (Bischof von Sitia und Gerapetra): Constitutiones et decreta ecclesiae Anagninae, edita & promulgata in synodo dioecesana anno MDXCVI. Romae: ex Typographia externarum linguarum apud Jacobum Lunam, 1597

- Caeremoniale episcoporum iussu Clementis VIII pont. max. nouissime reformatum omnibus ecclesijs praecipue autem metropolitanis cathedralibus & collegiatis perutile ac necessarium. Romae: ex Typographia Linguarum Externarum, 1600 mense Octobris.

- 'Abd al-Wahhab ibn Ibrahim al-Zanjani: Liber tasriphi, et est liber conjugationis. Compositio est Senis Alemami. Traditur in eo compendiosa notitia coniugationum verbi Arabici ... Addita est duplex versio Latina... Romae: Ex Typographia Medicaea linguarum externarum, 1610

- Sacrosancta quatuor Iesu Christi D. N. Evangelia Arabice scripta, Latine reddita, figurisque ornata. Romae: Ex Typographia Medicea, 1619